# Margit Korondi
Margit Korondi (n. 24 iunie 1932, Celje, Comuna urbană Celje, Slovenia – d. 6 martie 2022, Las Vegas, Nevada, SUA) a fost o gimnastă artistică ce a reprezentat Ungaria, medaliată olimpică. A participat la 2 ediții ale Jocurilor Olimpice (1952, 1956) în care a câștigat două medalii de aur, două medalii de argint și 4 medalii de bronz.